# Hopsjø
Koordinaten: 63° 38′ N, 8° 43′ O

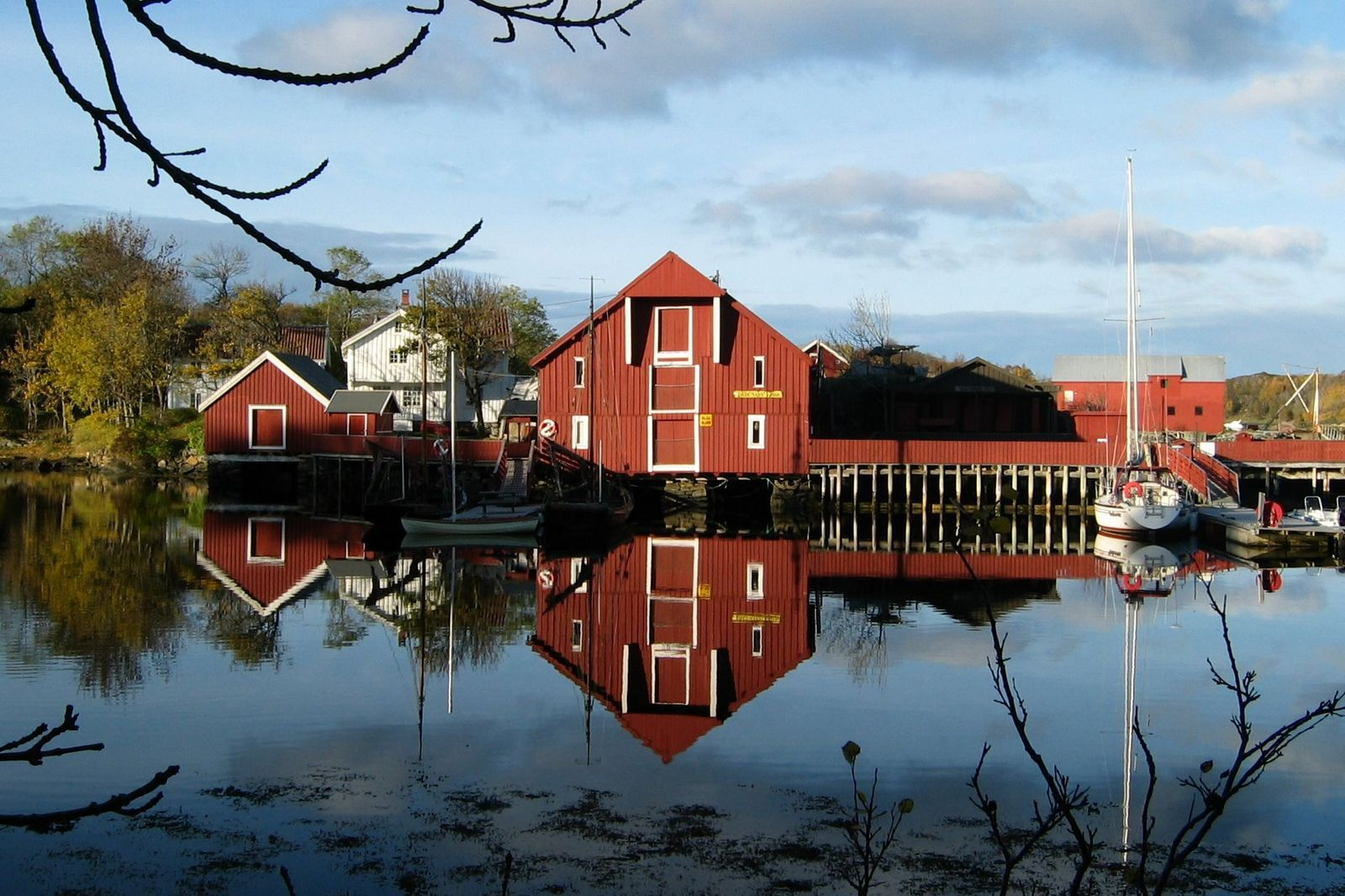
Hopsjøbrygga von Hopsjø

Hopsjø (Handelsstedet Hopsjø) war ein Handelsplatz bei Melandsjøen auf der Insel Hitra im mittelnorwegischen Trøndelag, der 1730 von der Familie Hegge gegründet und von der Familie Parelius ausgebaut wurde. Hopsjø war im 18. und 19. Jahrhundert einer der größten Handelsposten an der Küste Trøndelags und mit wenigen Unterbrechungen bis 1953 in Betrieb.

## Geschichte
Die Kaufmannsfamilie Parelius war hier über 250 Jahre ansässig und verfügte über großen Grundbesitz. Dazu gehörten ein Lagerhaus, ein Kai, ein 50 m langer Viehstall, Schweinestall, Hühnerhaus, Laube, Gesindestube, Bäckerei, Schmiede, Schenke, Anbau und Haupthaus, welches im Jahre 1730 fertiggestellt wurde.
Nils Rosing Parelius (1753–1799) war es vor allem, der Hopsjø stark und bekannt machte. Unter ihm expandierte der Handelsplatz rasch und knüpfte internationale Verbindungen, indem er mit eigenen Schiffen Fischprodukte nach Frankreich und Spanien verschiffte und Manufakturwaren, Branntwein und Wein, Salz, Zucker, Tabak und Obst zurückbrachte. Ein Teil der Ware wurde illegal gehandelt, also geschmuggelt, „denn Parelius war schlichtweg ein Kerl der die Gefahr liebte.“ 1790 ließ er zu Ehren seiner Frau Margrethe Elisabeth, geborene Buch (1763–1838), das Sommerhaus Margrethes Minde bauen, mit einem Park im französischen Stil und seltenen Bäumen; und einem Keller für die Schmuggelware.
Am Ende des 19. Jahrhunderts umfasste das Anwesen 41 Immobilien. Zu Hopsjø gehörten 10 Katen und vier Kirchen mit Grundbesitz, darunter die Fillan kirke und die Dolm kirke, die beide heute Denkmalschutz genießen. Sein Reichtum beruhte auf den Fischerdörfern Titran und Dolm. Titran war das größte südlich der Lofoten und lange Zeit der größte Handelsplatz an der Küste von Trøndelag mit einer Schenke, einem Gasthaus und einer Schifffahrtsstation. Von hier aus wurde Stockfisch und Klippfisch nach Bergen verschifft.

## Gegenwart
Die verbliebenen Gebäude wurden 1989 von einer Stiftung übernommen (Hopsjøstiftelsen SA, seit 2017 Hopsjø kyst og kultursenter AS), welche die Gebäude restaurierte und das ganze Jahr über in Betrieb hält. Der Krambua (Krämerladen) ist „der vielleicht älteste erhaltene Marktstand Norwegens“ und in der Sommersaison täglich geöffnet. Die Hopsjødagene (Hopsjøtage) werden jährlich in der 29. Kalenderwoche veranstaltet (2024 vom 18. bis 20. Juli).